# Kaltag
Kaltag est une localité d'Alaska aux États-Unis dans la Région de recensement de Yukon-Koyukuk. En 2010, il y avait 190 habitants. Elle est située sur la rive ouest du Yukon, à 75 milles (121 km) de Galena.

## Histoire
Kaltag était un lieu utilisé par les Atabascans qui y enterraient leurs morts, qui se trouvait sur un chemin allait vers l'ouest au travers des montagnes pour rejoindre Unalakleet. Les Atabascans y avaient plusieurs camps saisonniers où ils se rendaient pour suivre la migration du gibier, ainsi que plusieurs camps de pêche situés sur le fleuve Yukon entre la rivière Koyokuk et la rivière Nowitna.
Son nom lui a été donné par les Russes, à partir de celui d'un des habitants nommé Kaltaga. Une épidémie de variole en 1839 décima une grande partie des habitants de la région.
Après l'achat de l'Alaska par les États-Unis, une ligne de télégraphe a été construite le long de la rive nord du Yukon. Un comptoir commercial ouvrit autour de 1880, juste avant la ruée vers l'or de 1884-1885. Les bateaux à vapeur qui naviguaient sur le fleuve ravitaillaient les prospecteurs, jusqu'en 1900. Toutefois, une épidémie de rougeole et le manque de denrées alimentaires eurent raison de la population qui diminua d'un tiers. Le village de Kaltag fut alors créé, et les survivants des villages alentour s'y établirent.
Après la ruée vers l'or de 1884-1885, dès 1906, les prospecteurs partirent pour Fairbanks ou Nome tandis que les mines de plomb de Galena ouvraient en 1919. Kaltag, qui était situé en aval, devient alors un important lieu de passage, mais décline dès 1940 au fur et à mesure que les mines cessaient leur activité.
En 1925, la ville a participé à la course au sérum jusqu'à Nome afin de soigner une épidémie de diphtérie.
Le vieux cimetière a été inondé par une crue du fleuve en 1937. Une clinique et un aérodrome ont été construits en 1960.
Actuellement l'économie de Kaltag n'est plus qu'une économie de subsistance par la chasse et la pêche. Toutefois, un festival, le Stick Dance Festival, qui se déroule tous les deux ans, anime le village et les villages voisins.

## Géographie

### Démographie
| 1880 | 1910 | 1920 | 1930 | 1940 | 1950 |
| ---- | ---- | ---- | ---- | ---- | ---- |
| 45   | 141  | 89   | 137  | 140  | 121  |

| 1960 | 1970 | 1980 | 1990 | 2000 | 2010 |
| ---- | ---- | ---- | ---- | ---- | ---- |
| 165  | 206  | 247  | 240  | 230  | 190  |

### Climat
| Mois                                  | jan.     | fév.     | mars     | avril    | mai      | juin    | jui.    | août    | sep.     | oct.     | nov.     | déc.     | année    |
| ------------------------------------- | -------- | -------- | -------- | -------- | -------- | ------- | ------- | ------- | -------- | -------- | -------- | -------- | -------- |
| Température minimale moyenne (°C)     | −24,6    | −21,1    | −18,8    | −8,4     | 1,1      | 7,5     | 9,6     | 7,2     | 2,1      | −6,3     | −16,9    | −22,1    | −7,6     |
| Température moyenne (°C)              | −20      | −15,5    | −12,4    | −2,4     | 7,3      | 14,1    | 15,2    | 12,4    | 6,9      | −2,3     | −12,6    | −17,7    | −2,3     |
| Température maximale moyenne (°C)     | −15,4    | −9,9     | −6       | 3,5      | 13,5     | 20,7    | 20,8    | 17,5    | 11,8     | 1,6      | −8,2     | −13,4    | 3,1      |
| Record de froid (°C) date du record   | −51 1999 | −47 1999 | −43 1945 | −34 2021 | −24 1945 | −5 2006 | −2 2003 | −3 2008 | −13 2010 | −27 2001 | −42 2003 | −46 2019 | −51 1999 |
| Record de chaleur (°C) date du record | 14 2009  | 13 2006  | 13 2002  | 16 2016  | 29 2011  | 31 2015 | 35 2004 | 29 2012 | 32 2010  | 21 2006  | 12 2003  | 12 2005  | 35 2004  |
| Précipitations (mm)                   | 25,9     | 32,8     | 36,8     | 35,3     | 25,9     | 41,9    | 56,9    | 85,9    | 80,5     | 70,6     | 36,3     | 18,3     | 547,1    |
| Nombre de jours avec précipitations   | 5,7      | 9,9      | 8,7      | 7,8      | 8,7      | 11,8    | 15,1    | 18,1    | 14,2     | 11,2     | 7,1      | 6,5      | 124,8    |